# Gheorghe Liliac
Gheorghe Liliac est un footballeur roumain né le 22 avril 1959 à Dorohoi. Il évoluait au poste de gardien de but.
Il a participé à la Coupe du monde 1990 avec l'équipe de Roumanie (en tant que gardien remplaçant).

## Carrière
- 1974-1981 : Cristalul Dorohoi  Roumanie
- 1981-1983 : CS Botoșani  Roumanie
- 1983-1986 : FC Bihor Oradea  Roumanie
- 1986-1987 : Petrolul Ploiești  Roumanie
- 1987-1989 : Steaua Bucarest  Roumanie
- 1989-1991 : Petrolul Ploiești  Roumanie
- 1991-1993 : Hapoël Holon  Israël
- 1995-1997 : Metalul Filipesti  Roumanie

## Sélections
- 4 sélections et 0 but avec l'équipe de Roumanie.